# Temporada da IndyCar Series de 2024
A temporada da IndyCar Series de 2024 foi a 113ª temporada oficial do campeonato de corridas de rodas abertas norte-americanas e a 29ª sob a sanção da IndyCar Series. O evento principal foi a Indianapolis 500, vencida por Josef Newgarden, da Penske, ao ultrapassar o mexicano Patricio O'Ward, da Arrow McLaren, na última volta da prova, repetindo o feito obtido na edição anterior.
O espanhol Álex Palou, da Chip Ganassi Racing, que havia vencido a categoria em 2021 e 2023, conquistou o tricampeonato ao chegar em 11º lugar no GP de Nashville, enquanto seu rival na disputa pelo título, Will Power, foi prejudicado por uma falha no cinto de segurança e terminou em 24º, 8 voltas atrás de Colton Herta, que terminaria como vice-campeão, 31 pontos atrás de Palou. Este foi o 16º título da Chip Ganassi na história da categoria, somando CART (4) e Indy Racing League (12). Entre os novatos, Linus Lundqvist (também da Ganassi) foi o melhor classificado, encerrando o campeonato na 16ª posição, com 279 pontos, contra 182 de Kyffin Simpson.
Foi ainda a 24ª temporada consecutiva disputada pelo neozelandês Scott Dixon (2 na extinta CART e 22 pela IRL / IndyCar), enquanto o brasileiro Hélio Castroneves, permanecendo como um dos acionistas da equipe Meyer Shank Racing, participou da categoria pela 25ª vez na carreira; ele inicialmente só disputaria as 500 Milhas de Indianápolis, mas foi inscrito para mais 2 corridas. Outro brasileiro, Pietro Fittipaldi, voltou à Indy para sua primeira temporada completa com a Rahal Letterman Lanigan Racing.
Dez pilotos disputaram a IndyCar pela primeira vez: além de Kyffin Simpson e Linus Lundqvist (que participou de 3 corridas pela Meyer Shank Racing em 2023), estrearam na categoria Christian Rasmussen (Ed Carpenter Racing), Tom Blomqvist (Meyer Shank Racing, que também correu 3 provas na temporada anterior), Kyle Larson (Arrow McLaren, somente nas 500 Milhas), Nolan Siegel (disputou o campeonato por 3 equipes diferentes), Colin Braun, Hunter McElrea, Toby Sowery e Luca Ghiotto (todos pela equipe Dale Coyne Racing). Destes, Simpson e Lundqvist foram os únicos estreantes que participaram da temporada completa; Lundqvist foi dispensado após as 500 Milhas de Indianápolis, Rasmussen inicialmente competiria somente nas provas em circuitos mistos e de rua, mas  disputou ainda as etapas de Milwaukee e Nashville após uma decisão de Ed Carpenter (piloto e dono da equipe), que competiu apenas nos circuitos ovais.

## Equipes e pilotos
| Equipe                                                | Motor     | No. | Piloto(s)             | Etapa(s)             | Ref.                 |
| ----------------------------------------------------- | --------- | --- | --------------------- | -------------------- | -------------------- |
| A. J. Foyt Racing                                     | Chevrolet | 14  | Santino Ferrucci      | Todas                | [ 6 ]                |
| A. J. Foyt Racing                                     | Chevrolet | 41  | Sting Ray Robb        | Todas                | [ 7 ] [ 8 ]          |
| Andretti Global with Curb-Agajanian                   | Honda     | 26  | Colton Herta          | Todas                | [ 9 ] [ 10 ]         |
| Andretti Global                                       | Honda     | 27  | Kyle Kirkwood         | Todas                | [ 11 ]               |
| Andretti Global                                       | Honda     | 28  | Marcus Ericsson       | Todas                | [ 12 ]               |
| Andretti Herta with Marco Andretti and Curb-Agajanian | Honda     | 98  | Marco Andretti        | 5                    | [ 13 ]               |
| Arrow McLaren                                         | Chevrolet | 5   | Patricio O'Ward       | Todas                | [ 14 ]               |
| Arrow McLaren                                         | Chevrolet | 6   | Callum Ilott          | 1, 5, NC             | [ 15 ] [ 16 ] [ 17 ] |
| Arrow McLaren                                         | Chevrolet | 6   | Théo Pourchaire R     | 2–4, 6–7             | [ 18 ] [ 19 ] [ 20 ] |
| Arrow McLaren                                         | Chevrolet | 6   | Nolan Siegel R        | 8–17                 | [ 21 ] [ 22 ]        |
| Arrow McLaren                                         | Chevrolet | 7   | Alexander Rossi       | Todas                | [ 23 ]               |
| Arrow McLaren                                         | Chevrolet | 7   | Théo Pourchaire R     | 12                   | [ 24 ] [ 25 ]        |
| McLaren-Hendrick                                      | Chevrolet | 17  | Kyle Larson R         | 5                    | [ 26 ]               |
| Chip Ganassi Racing                                   | Honda     | 4   | Kyffin Simpson R      | Todas                | [ 27 ] [ 28 ]        |
| Chip Ganassi Racing                                   | Honda     | 8   | Linus Lundqvist R     | Todas                | [ 29 ] [ 30 ]        |
| Chip Ganassi Racing                                   | Honda     | 9   | Scott Dixon           | Todas                | [ 31 ]               |
| Chip Ganassi Racing                                   | Honda     | 10  | Álex Palou            | Todas                | [ 32 ] [ 33 ]        |
| Chip Ganassi Racing                                   | Honda     | 11  | Marcus Armstrong      | Todas                | [ 32 ]               |
| Dale Coyne Racing                                     | Honda     | 18  | Jack Harvey           | 1–4, 6–11, 13–17     | [ 36 ] [ 37 ]        |
| Dale Coyne Racing                                     | Honda     | 18  | Nolan Siegel R        | 5, NC                | [ 36 ]               |
| Dale Coyne Racing                                     | Honda     | 18  | Conor Daly            | 11                   | [ 38 ] [ 39 ]        |
| Dale Coyne Racing                                     | Honda     | 18  | Hunter McElrea R      | 12                   | [ 40 ]               |
| Dale Coyne Racing with Rick Ware Racing               | Honda     | 51  | Colin Braun R         | 1, NC                | [ 36 ]               |
| Dale Coyne Racing with Rick Ware Racing               | Honda     | 51  | Nolan Siegel R        | 2                    | [ 37 ]               |
| Dale Coyne Racing with Rick Ware Racing               | Honda     | 51  | Luca Ghiotto R        | 3–4, 7–8             | [ 41 ] [ 42 ]        |
| Dale Coyne Racing with Rick Ware Racing               | Honda     | 51  | Katherine Legge       | 5, 10–11, 13, 15–17  | [ 43 ]               |
| Dale Coyne Racing with Rick Ware Racing               | Honda     | 51  | Tristan Vautier       | 6                    | [ 44 ]               |
| Dale Coyne Racing with Rick Ware Racing               | Honda     | 51  | Toby Sowery R         | 9, 12, 14            | [ 45 ] [ 46 ] [ 47 ] |
| Dreyer & Reinbold Racing / Cusick Motorsports         | Chevrolet | 23  | Ryan Hunter-Reay      | 5                    | [ 49 ]               |
| Dreyer & Reinbold Racing / Cusick Motorsports         | Chevrolet | 24  | Conor Daly            | 5                    | [ 49 ]               |
| Ed Carpenter Racing                                   | Chevrolet | 33  | Christian Rasmussen R | 5                    | [ 50 ]               |
| Ed Carpenter Racing                                   | Chevrolet | 20  | Christian Rasmussen R | 1–4, 6–9, 12, 14, 17 | [ 50 ] [ 51 ] [ 52 ] |
| Ed Carpenter Racing                                   | Chevrolet | 20  | Ed Carpenter          | 5, 10–11, 13, 15–16  | [ 50 ]               |
| Ed Carpenter Racing                                   | Chevrolet | 21  | Rinus VeeKay          | Todas                | [ 53 ]               |
| Juncos Hollinger Racing                               | Chevrolet | 77  | Romain Grosjean       | Todas                | [ 54 ]               |
| Juncos Hollinger Racing                               | Chevrolet | 78  | Agustín Canapino      | 1–6, 8–17, NC        | [ 55 ]               |
| Juncos Hollinger Racing                               | Chevrolet | 78  | Nolan Siegel R        | 7                    | [ 56 ] [ 57 ]        |
| Juncos Hollinger Racing                               | Chevrolet | 78  | Conor Daly            | 13–17                | [ 58 ]               |
| Meyer Shank Racing with Curb-Agajanian                | Honda     | 06  | Hélio Castroneves     | 5                    | [ 59 ]               |
| Meyer Shank Racing                                    | Honda     | 60  | Felix Rosenqvist      | Todas                | [ 60 ]               |
| Meyer Shank Racing                                    | Honda     | 66  | Tom Blomqvist R       | 1–5, NC              | [ 59 ]               |
| Meyer Shank Racing                                    | Honda     | 66  | Hélio Castroneves     | 6–7                  | [ 61 ] [ 62 ]        |
| Meyer Shank Racing                                    | Honda     | 66  | David Malukas         | 8–17                 | [ 63 ] [ 64 ]        |
| Rahal Letterman Lanigan Racing                        | Honda     | 15  | Graham Rahal          | Todas                | [ 65 ]               |
| Rahal Letterman Lanigan Racing                        | Honda     | 30  | Pietro Fittipaldi     | Todas                | [ 66 ] [ 67 ]        |
| Rahal Letterman Lanigan Racing                        | Honda     | 45  | Christian Lundgaard   | Todas                | [ 68 ]               |
| Rahal Letterman Lanigan Racing                        | Honda     | 75  | Takuma Sato           | 5                    | [ 69 ]               |
| Rahal Letterman Lanigan Racing                        | Honda     | 75  | Jüri Vips R           | 14                   | [ 70 ]               |
| Team Penske                                           | Chevrolet | 2   | Josef Newgarden       | Todas                | [ 71 ]               |
| Team Penske                                           | Chevrolet | 3   | Scott McLaughlin      | Todas                | [ 72 ]               |
| Team Penske                                           | Chevrolet | 12  | Will Power            | Todas                | [ 73 ]               |

1. ↑  Parceria técnica com a Penske.
2. ↑  Alexander Rossi participou do treino classificatório para o GP de Toronto, mas não disputou a prova após fraturar o polegar da mão direita.
3. ↑  Entre os GPs de St. Petersburg e Detroit, a Juncos Hollinger Racing fez uma "aliança estratégica" com a Arrow McLaren.
4. ↑  Parceria técnica com a Andretti Global.

### Mudanças de pilotos

#### Pré-temporada
- A 12 de janeiro de 2023, a Arrow McLaren confirmou relatos de que o campeão da NASCAR Cup Series de 2021, Kyle Larson, dirigiria pela equipa nas 500 milhas de Indianápolis, com a entrada sendo co-propriedade do proprietário do carro da Larson's Cup Series, Rick Hendrick.[26]
- A 11 de agosto de 2023, a Meyer Shank Racing confirmou relatos de que o seu piloto na IMSA, Tom Blomqvist, dirigiria para sua entrada com o número 66 a tempo inteiro em 2024, com o quatro vezes vencedor das 500 Milhas de Indianápolis, Hélio Castroneves, passando para uma função exclusiva da equipa na Indy, bem como receber uma participação acionária na equipe.[59]
- A 23 de agosto de 2023, a Andretti Autosport confirmou relatos de que o vencedor das 500 Milhas de Indianápolis de 2022, Marcus Ericsson, se juntaria à equipa, deixando a Chip Ganassi Racing após quatro temporadas, substituindo Romain Grosjean. A Ganassi declarou nas redes sociais no mesmo dia que anunciaria atualizações de pilotos "no seu devido tempo".[12] A 31 de agosto de 2023, a Chip Ganassi Racing confirmou relatos de que o campeão da Indy Lights de 2022, Linus Lundqvist, se juntaria à equipa a tempo inteiro, substituindo Ericsson no carro nº 8.[29][30]
- A 2 de setembro de 2023, a NBC Sports informou que Romain Grosjean disse a eles que deixaria a Andretti Autosport após duas temporadas com a equipa.[74]
- A 4 de outubro de 2023, Grosjean divulgou um comunicado confirmando sua saída da Andretti, e que iniciou um processo de arbitragem em Indiana contra a equipa, dizendo que esperava continuar correndo com a equipa "nos próximos anos".[75]
- A 5 de setembro de 2023, a Meyer Shank Racing confirmou relatos de que Felix Rosenqvist havia assinado para dirigir o #60 em um contrato de vários anos. Rosenqvist deixou a Arrow McLaren após três temporadas.[60]
- A 5 de setembro de 2023, o vencedor da Indianápolis 500 de 2019 e campeão da IndyCar Series de 2016, Simon Pagenaud, divulgou um comunicado confirmando sua saída da Meyer Shank Racing após duas temporadas, dizendo que se concentraria em sua recuperação de lesões sofridas em um acidente durante os treinos em Mid-Ohio em 2023.[76]
- A 7 de setembro de 2023, a Chip Ganassi Racing confirmou relatos de que Marcus Armstrong havia assinado novamente com a equipa a tempo inteiro com um contrato de vários anos, tendo atuado como piloto de estrada/rua ao lado de Takuma Sato em 2023.[32]
- A 8 de setembro de 2023, a Arrow McLaren confirmou relatos de que David Malukas havia assinado para dirigir o #6 a tempo inteiro em 2024, deixando a Dale Coyne Racing após duas temporadas.[77]
- A 18 de setembro de 2023, a Chip Ganassi Racing anunciou que o piloto de desenvolvimento Kyffin Simpson se juntaria à equipa a tempo inteiro em 2024, expandindo a equipa para 5 carros.[27]
- A 23 de outubro de 2023, Rahal Letterman Lanigan Racing anunciou que o piloto reserva da Haas F1 Team, Pietro Fittipaldi, dirigiria o número 30 da equipa a tempo inteiro em 2024, fazendo sua primeira largada na série desde a temporada de 2021. No mesmo dia, a RLL confirmou que Jüri Vips, que dirigiu a entrada nº 30 nas duas últimas corridas de 2023, permaneceria sob contrato com a equipa, com possibilidade de competição a tempo parcial numa quarta entrada, testando funções e oportunidades. na competição IMSA.[78][79]
- A 25 de outubro de 2023, a Ed Carpenter Racing anunciou que o campeão do Indy NXT de 2023, Christian Rasmussen, dirigiria a 20ª entrada da equipa em pistas de estrada e rua em 2024, e em uma terceira entrada nas 500 Milhas de Indianápolis. competir em todas as corridas ovais no 20º lugar, tendo pilotado pela terceira vez da equipa nas últimas duas temporadas.[51]
- A 26 de outubro de 2023, a Juncos Hollinger Racing anunciou que haviam decidido mutuamente se separar do piloto Callum Ilott após três temporadas juntos.[80] A 2 de novembro de 2023, a Juncos confirmou que Romain Grosjean assinou pela equipa, substituindo o cessante Ilott.[54]
- A 15 de dezembro de 2023, a A. J. Foyt Racing anunciou que Sting Ray Robb dirigiria o número 41 a tempo inteiro para a temporada de 2024, deixando a Dale Coyne Racing após uma temporada. Os relatórios iniciais que cobrem o anúncio afirmavam que Robb substituiria Benjamin Pedersen, com a entrada sendo renumerada para 41 em vez do 55 que Pedersen dirigiu em 2023.[7] No entanto, mais tarde naquele dia, Pedersen divulgou um comunicado nas redes sociais sugerindo que ele não havia deixado a equipa e que Robb se juntaria como seu companheiro de equipa, com o diretor da equipa Larry Foyt sendo evasivo quando questionado diretamente se Robb estava substituindo Pedersen durante um teleconferência com a imprensa.[81] A 9 de janeiro de 2024, Larry Foyt confirmou que Pedersen estava deixando a equipa porque seu contrato havia "caducado".[82]
- A 1 de fevereiro de 2024, Dreyer & Reinbold Racing e Cusick Motorsports confirmaram planos de fazer uma inscrição conjunta para as 500 milhas de Indianápolis, com Ryan Hunter-Reay e Conor Daly servindo como pilotos dos carros nº 23 e nº 24, respectivamente.[49]
- A 13 de fevereiro de 2024, David Malukas confirmou que havia machucado o pulso enquanto praticava mountain bike e perderia a primeira corrida da temporada para se recuperar.[83] Callum Ilott foi anunciado como seu substituto em 5 de março.[84]
- A 15 de fevereiro, Rahal Letterman Lanigan Racing anunciou que Takuma Sato retornaria à equipa para competir nas 500 milhas de Indianápolis.[85]
- A 5 de março, a Dale Coyne Racing anunciou que Jack Harvey dirigiria o número 18 em 14 corridas este ano, com o estreante do ano da Indy NXT em 2023, Nolan Siegel, participando de eventos que não colidam com seus compromissos na Indy NXT, incluindo a Indy 500. A Coyne também confirmou que o ex-piloto da NASCAR Colin Braun dirigiria o número 51 pelo menos no Grande Prémio de St. Petersburg e no evento extracampeonato no The Thermal Club.[36]

### Durante a temporada
- Em 29 de abril de 2024, a Arrow McLaren anunciou que David Malukas foi liberado de seu contrato sem conseguir fazer sua estreia oficial devido a um acidente de bicicleta sofrido em fevereiro e que não havia prazo para sua volta às pistas[86][87]. Uma cláusula previa a rescisão contratual caso o americano ficasse ausente de 4 corridas. Callum Ilott substituiu Malukas no GP de St. Petersburg e na etapa extracampeonato do The Thermal Club, enquanto Théo Pourchaire foi inicialmente escalado para mais 3 corridas, e em maio de 2024 foi efetivado como titular até o final da temporada, com exceção das 500 Milhas de Indianápolis[88], onde Ilott pilotará o #6[89].
- Em maio, a Meyer Shank Racing anunciou que Tom Blomqvist foi afastado depois de não conseguir bom desempenho nas 5 provas que disputou, tendo apenas um 15º em St. Petersburg como melhor posição final. Para seu lugar, Hélio Castroneves, inicialmente inscrito apenas para as 500 Milhas de Indianápolis, foi escalado para correr as etapas de Detroit e Elkhart Lake[61]. David Malukas, dispensado da Arrow McLaren sem conseguir disputar uma corrida oficial pela equipe, foi anunciado como substituto do britânico a partir da etapa de Laguna Seca.
- Antes do início do primeiro treino livre do GP de Elkhart Lake, a Juncos Hollinger Racing anunciou que Agustín Canapino não disputaria a corrida após um aumento de ameaças e críticas nas redes sociais do argentino depois da etapa de Detroit. Para seu lugar, foi escalado Nolan Siegel, que tinha participado apenas do GP de Long Beach e fora eliminado no bump day das 500 Milhas de Indianápolis. Em agosto, a Juncos rescindiu o contrato de Canapino e anunciou Conor Daly como seu substituto[58].

### Mudanças de equipas

#### Pré-temporada
- A 5 de setembro de 2023, a Andretti Autosport anunciou uma mudança de marca que entraria em vigor na temporada de 2024, com todas as suas equipas correndo sob a bandeira Andretti Global.[90]
- A 3 de outubro de 2023, Arrow McLaren e Juncos Hollinger Racing anunciaram a formação de uma aliança estratégica que "pode evoluir ao longo do tempo", começando com um "foco comercial e estratégico" e uma "oportunidade de desenvolvimento de talentos"."[54]
- A 10 de novembro de 2023, a Andretti Global confirmou que reduziria de quatro para três as inscrições para a temporada de 2024.[91]

### Durante a temporada
- Em 3 de maio de 2024, a Abel Motorsports anunciou sua desistência de participar das 500 Milhas de Indianápolis por falta de patrocínio[92], porém o gerente da equipe, John Brunner, afirmou que a Abel poderia participar de outras provas durante a temporada, mas não conseguiu se inscrever para nenhuma até o final do campeonato.
- Em junho, a Arrow McLaren anunciou que a aliança técnica feita com a Juncos Hollinger Racing foi encerrada, em resposta aos ataques de torcedores argentinos feitos nas redes sociais de Théo Pourchaire, depois de um acidente envolvendo o francês e Agustín Canapino em Detroit[93].

## Calendário
O calendário oficial foi publicado no dia 25 de setembro de 2023.
- Nota: Calendário sugeito a alterações.

| Prova | Data           | Nome da corrida                       | Circuito                                      | Local                   |
| ----- | -------------- | ------------------------------------- | --------------------------------------------- | ----------------------- |
| 1     | 10 de março    | Grande Prêmio de St. Petersburg       | R Ruas de St. Petersburg                      | St. Petersburg, Flórida |
| EC    | 24 de março    | The Thermal Club $1 Million Challenge | R The Thermal Club                            | Thermal, Califórnia     |
| 2     | 21 de abril    | Grande Prêmio de Long Beach           | R Grande Prêmio de Long Beach                 | Long Beach, Califórnia  |
| 3     | 28 de abril    | Grande Prêmio do Alabama              | R Barber Motorsports Park                     | Birmingham, Alabama     |
| 4     | 11 de maio     | Grande Prêmio de Indianápolis         | R Indianapolis Motor Speedway (traçado misto) | Speedway, Indiana       |
| 5     | 26 de maio     | 500 Milhas de Indianápolis de 2024    | O Indianapolis Motor Speedway                 | Speedway, Indiana       |
| 6     | 2 de junho     | Grande Prêmio de Detroit              | R Ruas de Detroit                             | Detroit, Michigan       |
| 7     | 9 de junho     | Grande Prêmio de Road América         | R Road America                                | Elkhart Lake, Wisconsin |
| 8     | 23 de junho    | Grande Prêmio de Monterey             | R WeatherTech Raceway Laguna Seca             | Monterey, Califórniao   |
| 9     | 7 de julho     | Honda Indy 200 at Mid-Ohio            | R Mid-Ohio Sports Car Course                  | Lexington, Ohio         |
| 10    | 13 de julho    | Grande Prêmio do Iowa Corrida 1       | O Iowa Speedway                               | Newton, Iowa            |
| 11    | 14 de julho    | Grande Prêmio do Iowa Corrida 2       | O Iowa Speedway                               | Newton, Iowa            |
| 12    | 21 de julho    | Honda Indy Toronto                    | R Exhibition Place                            | Toronto, Ontário        |
| 13    | 17 de agosto   | Bommarito Automotive Group 500        | O World Wide Technology Raceway               | Madison, Illinois       |
| 14    | 25 de agosto   | Grande Prêmio de Portland             | R Portland International Raceway              | Portland, Oregon        |
| 15    | 31 de agosto   | Milwaukee Corrida 1                   | O Milwaukee Mile                              | West Allis, Wisconsin   |
| 16    | 1 de setembro  | Milwaukee Corrida 2                   | O Milwaukee Mile                              | West Allis, Wisconsin   |
| 17    | 15 de setembro | Firestone Indy 200                    | O Nashville Superspeedway                     | Nashville, Tennessee    |

 O  Oval/Speedway

 R  Convencional/citadino

EC Extra campeonato

### Mudanças no calendário
- A 3 de agosto, a IndyCar anunciou que o Music City Grand Prix sediaria o final da temporada de 2024 em diante. A corrida de 2024 estava programada para apresentar um novo traçado passando pela Broadway no centro de Nashville, mas ainda apresentando a Ponte Memorial da Guerra da Coreia.[100] A data de Laguna Seca foi transferida para junho para acomodar isso. Em 14 de fevereiro de 2024 - e devido ao início previsto da construção do New Nissan Stadium, que interferiria no circuito - a corrida foi transferida 30 milhas (48 quilômetros) a leste para Nashville Superspeedway em Nashville, Tennessee,[99] para o primeiro IndyCar. corre na pista desde 2008.

- A 10 de setembro, foi anunciado que o The Thermal Club sediaria uma corrida de exibição no dia 24 de março de 2024, com o vencedor ganhando US$ 1 milhão. O evento será o primeiro evento sem pagamento de pontos desde a Nikon Indy 300 de 2008 em Surfers Paradise, e a primeira corrida de carros do Campeonato Americano em Riverside County, Califórnia, desde 1983.[95]

- A 25 de setembro, a IndyCar divulgou o calendário de 2024. A corrida do Texas, que fazia parte do calendário da temporada 1996-97, não regressa em 2024. Além do Texas, o Grande Prêmio Gallagher não regressa em 2024, pondo fim ao fim de semana conjunto IndyCar-NASCAR (onde ambas as séries correram no mesmo local no mesmo fim de semana) estabelecido em 2020.[101] Ambas as corridas foram substituídas pelo Milwaukee Mile Doubleheader. As corridas noturnas também serão reintroduzidas para Gateway e a corrida de sábado em Iowa.[94]

## Resultados
| Etapa | Corrida        | Pole position    | Volta mais rápida   | Líder por mais voltas | Vencedor         | Vencedor                            | Vencedor  |
| Etapa | Corrida        | Pole position    | Volta mais rápida   | Líder por mais voltas | Piloto           | Equipe                              | Motor     |
| ----- | -------------- | ---------------- | ------------------- | --------------------- | ---------------- | ----------------------------------- | --------- |
| 1     | St. Petersburg | Josef Newgarden  | Kyffin Simpson      | —                     | Patricio O'Ward  | Arrow McLaren                       | Chevrolet |
| EC    | Thermal Club   | Álex Palou       | Álex Palou          | Álex Palou            | Álex Palou       | Chip Ganassi Racing                 | Honda     |
| 2     | Long Beach     | Felix Rosenqvist | Marcus Ericsson     | Scott Dixon           | Scott Dixon      | Chip Ganassi Racing                 | Honda     |
| 3     | Birmingham     | Scott McLaughlin | Scott McLaughlin    | Scott McLaughlin      | Scott McLaughlin | Team Penske                         | Chevrolet |
| 4     | IMS GP         | Álex Palou       | Álex Palou          | Álex Palou            | Álex Palou       | Chip Ganassi Racing                 | Honda     |
| 5     | Indy 500       | Scott McLaughlin | Christian Lundgaard | Scott McLaughlin      | Josef Newgarden  | Team Penske                         | Chevrolet |
| 6     | Detroit        | Colton Herta     | Colton Herta        | Scott Dixon           | Scott Dixon      | Chip Ganassi Racing                 | Honda     |
| 7     | Road America   | Linus Lundqvist  | Scott Dixon         | Scott McLaughlin      | Will Power       | Team Penske                         | Chevrolet |
| 8     | Laguna Seca    | Álex Palou       | Marcus Ericsson     | Álex Palou            | Álex Palou       | Chip Ganassi Racing                 | Honda     |
| 9     | Mid-Ohio       | Álex Palou       | Josef Newgarden     | Álex Palou            | Patricio O'Ward  | Arrow McLaren                       | Chevrolet |
| 10    | Iowa 1         | Colton Herta     | Josef Newgarden     | Scott McLaughlin      | Scott McLaughlin | Team Penske                         | Chevrolet |
| 11    | Iowa 2         | Scott McLaughlin | Josef Newgarden     | Álex Palou            | Will Power       | Team Penske                         | Chevrolet |
| 12    | Toronto        | Colton Herta     | Scott Dixon         | Colton Herta          | Colton Herta     | Andretti Global with Curb-Agajanian | Honda     |
| 13    | Gateway        | Scott McLaughlin | Josef Newgarden     | Will Power            | Josef Newgarden  | Team Penske                         | Chevrolet |
| 14    | Portland       | Santino Ferrucci | David Malukas       | Will Power            | Will Power       | Team Penske                         | Chevrolet |
| 15    | Milwaukee 1    | Scott McLaughlin | Scott McLaughlin    | Patricio O'Ward       | Patricio O'Ward  | Arrow McLaren                       | Chevrolet |
| 16    | Milwaukee 2    | Josef Newgarden  | Scott Dixon         | Scott McLaughlin      | Scott McLaughlin | Team Penske                         | Chevrolet |
| 17    | Nashville      | Kyle Kirkwood    | Patricio O'Ward     | Kyle Kirkwood         | Colton Herta     | Andretti Global with Curb-Agajanian | Honda     |

Notas:
1. ↑  Josef Newgarden foi o piloto que liderou mais voltas no GP de St. Petersburg (92), mas sua desclassificação causou a perda do ponto extra[102], que não foi atribuído a outro competidor.
2. ↑  Além de ter perdido o ponto extra do maior número de voltas na liderança, Newgarden foi desclassificado após irregularidades no push-to-pass dos carros da Penske, e a vitória foi repassada a O'Ward, que havia terminado a prova em terceiro lugar[103][104].
3. ↑  Pole position para a corrida "Sprint for the Purse" foi determinada pela volta mais rápida entre os 2 vencedores de cada uma das mangas de qualificação.[105]

## Classificação

### Sistema de pontuação
| Posição | 1º | 2º | 3º | 4º | 5º | 6º | 7º | 8º | 9º | 10º | 11º | 12º | 13º | 14º | 15º | 16º | 17º | 18º | 19º | 20º | 21º | 22º | 23º | 24º | 25º+ |
| ------- | -- | -- | -- | -- | -- | -- | -- | -- | -- | --- | --- | --- | --- | --- | --- | --- | --- | --- | --- | --- | --- | --- | --- | --- | ---- |
| Pontos  | 50 | 40 | 35 | 32 | 30 | 28 | 26 | 24 | 22 | 20  | 19  | 18  | 17  | 16  | 15  | 14  | 13  | 12  | 11  | 10  | 9   | 8   | 7   | 6   | 5    |

| Pos. | Piloto                | STP | THE | LBH | ALA | IGP | INDY | DET | ROA | LAG | MDO | IOW | IOW | TOR | GAT  | POR | MIL | MIL | NSH | Pts |
| ---- | --------------------- | --- | --- | --- | --- | --- | ---- | --- | --- | --- | --- | --- | --- | --- | ---- | --- | --- | --- | --- | --- |
| 1    | Álex Palou            | 4   | 1L* | 3   | 5L  | 1L* | 5L   | 16L | 4L  | 1L* | 2L* | 23  | 2L* | 4   | 4    | 2L  | 5   | 19  | 11  | 544 |
| 2    | Colton Herta          | 3L  | 4   | 2L  | 8   | 7   | 23   | 19L | 6L  | 2L  | 4   | 11L | 5   | 1L* | 5    | 4L  | 22L | 3L  | 1L  | 513 |
| 3    | Scott McLaughlin      | 27  | 2   | 26  | 1L* | 6L  | 61L* | 20  | 3L* | 21  | 3L  | 1L* | 3L  | 16  | 2L   | 7   | 8L  | 1L* | 5   | 505 |
| 4    | Will Power            | 2   | DNQ | 6L  | 2L  | 2   | 242  | 6   | 1L  | 7   | 11  | 18  | 1L  | 12  | 18L* | 1L* | 2L  | 10L | 24  | 498 |
| 5    | Patricio O'Ward       | 1   | DNQ | 16  | 23  | 13  | 28L  | 7   | 8   | 8   | 1L  | 2   | 6   | 17  | 26   | 15  | 1L* | 24  | 2L  | 460 |
| 6    | Scott Dixon           | 7   | DNQ | 1L* | 15  | 4L  | 3L   | 1L* | 21  | 6   | 27  | 4   | 4   | 3L  | 11L  | 28  | 10  | 2   | 17  | 456 |
| 7    | Kyle Kirkwood         | 10  | DNQ | 7L  | 10  | 11  | 711L | 4L  | 5L  | 5L  | 8   | 7   | 16  | 2   | 22   | 10  | 12  | 8   | 4L* | 420 |
| 8    | Josef Newgarden       | 26  | 8   | 4L  | 16  | 17  | 13L  | 26L | 2L  | 19L | 25  | 3   | 7   | 11  | 1L   | 3L  | 26  | 27L | 3L  | 401 |
| 9    | Santino Ferrucci      | 9   | DNQ | 21  | 7L  | 27  | 86L  | 9   | 15  | 9   | 10  | 6   | 11  | 20  | 12   | 8   | 4   | 4L  | 6   | 367 |
| 10   | Alexander Rossi       | 6   | 7   | 10  | 25  | 8L  | 44L  | 5   | 18  | 3L  | 6   | 8   | 15  | Wth | 19L  | 12  | 7   | 6L  | 15L | 366 |
| 11   | Christian Lundgaard   | 18L | 9   | 23  | 6   | 3L  | 13L  | 11L | 11  | 15  | 7   | 22  | 17  | 7   | 15   | 13  | 9   | 12  | 19  | 312 |
| 12   | Felix Rosenqvist      | 5   | 3   | 9L  | 4L  | 10  | 279  | 8   | 14L | 11  | 14  | 13  | 26  | 23  | 6    | 14  | 13  | 11  | 27  | 306 |
| 13   | Rinus VeeKay          | 8   | DNQ | 14  | 17  | 26  | 97L  | 14  | 24  | 26  | 19  | 5   | 9   | 8   | 10   | 11  | 14  | 7   | 12  | 300 |
| 14   | Marcus Armstrong      | 25  | 5   | 12  | 9   | 5L  | 30   | 3   | 26  | 22  | 17  | 10  | 19  | 5   | 8    | 5L  | 21  | 26  | 7   | 298 |
| 15   | Marcus Ericsson       | 23  | DNQ | 5   | 18  | 16  | 33   | 2   | 9   | 10  | 5   | 9   | 23  | 18L | 24L  | 6   | 27  | 5   | 25  | 297 |
| 16   | Linus Lundqvist RY    | 21  | 6   | 13  | 3L  | 24  | 28   | 22  | 12  | 17  | 15  | 21  | 12L | 13  | 3L   | 23  | 6L  | 20  | 8   | 279 |
| 17   | Romain Grosjean       | 22  | DNQ | 8   | 12  | 12  | 19   | 23  | 7   | 4   | 23  | 24  | 10  | 9   | 16   | 27  | 24  | 9   | 16  | 260 |
| 18   | Graham Rahal          | 14  | 11  | 17  | 11  | 9L  | 15   | 15  | 10  | 24  | 18  | 16  | 8   | 10  | 23L  | 9   | 20  | 23  | 23  | 251 |
| 19   | Pietro Fittipaldi     | 13  | 12  | 24  | 27  | 14L | 32   | 13  | 16  | 14  | 24  | 19  | 20  | 19  | 14   | 25  | 18  | 21  | 21  | 186 |
| 20   | Sting Ray Robb        | 24  | DNQ | 18  | 26  | 22  | 16L  | 21  | 17  | 20  | 16  | 15  | 21  | 25  | 9L   | 18  | 23  | 18  | 20  | 185 |
| 21   | Kyffin Simpson R      | 12  | DNQ | 19  | 14  | 15  | 21L  | 24  | 27  | 23  | 21  | 14  | 18  | 22  | 25   | 16  | 25  | 13  | 22  | 182 |
| 22   | Christian Rasmussen R | 19  | DNQ | 27  | 24  | 20  | 12   | 27  | 20  | 13  | 9   |     |     | 27  |      | 26  | 11  | 16  | 14  | 163 |
| 23   | Nolan Siegel R        |     | DNQ | 20  |     |     | DNQ  |     | 23  | 12  | 20  | 12  | 14  | 21  | 7L   | 21  | 17  | 25  | 18  | 154 |
| 24   | David Malukas         |     |     |     |     |     |      |     |     | 16  | 12  | 26  | 13  | 6   | 21L  | 20  | 15  | 22  | 9L  | 148 |
| 25   | Jack Harvey           | 17  |     | 25  | 13  | 18  |      | 17  | 25  | 25  | 26  | 25  | Wth |     | 20   | 24  | 16  | 14  | 13  | 143 |
| 26   | Conor Daly            |     |     |     |     |     | 10L  |     |     |     |     |     | 27  |     | 13   | 22  | 3   | 17L | 10  | 119 |
| 27   | Agustín Canapino      | 16  | 10  | 15  | 20  | 21  | 22   | 12  |     | 18  | 22  | 27  | 25  | 26  |      |     |     |     |     | 109 |
| 28   | Théo Pourchaire R     |     |     | 11  | 22  | 19  |      | 10  | 13  |     |     |     |     | 14  |      |     |     |     |     | 91  |
| 29   | Katherine Legge       |     |     |     |     |     | 29   |     |     |     |     | 17  | 24  |     | 27   |     | 19  | 15L | 26  | 61  |
| 30   | Tom Blomqvist R       | 15  | DNQ | 22  | 19  | 23  | 31   |     |     |     |     |     |     |     |      |     |     |     |     | 46  |
| 31   | Toby Sowery R         |     |     |     |     |     |      |     |     |     | 13  |     |     | 15  |      | 17  |     |     |     | 45  |
| 32   | Ed Carpenter          |     |     |     |     |     | 17L  |     |     |     |     | 20  | 22  |     | 17   |     |     |     |     | 45  |
| 33   | Callum Ilott          | 11  | DNQ |     |     |     | 11L  |     |     |     |     |     |     |     |      |     |     |     |     | 39  |
| 34   | Luca Ghiotto R        |     |     |     | 21  | 25  |      |     | 22  | 27  |     |     |     |     |      |     |     |     |     | 27  |
| 35   | Hélio Castroneves     |     |     |     |     |     | 20   | 25  | 19  |     |     |     |     |     |      |     |     |     |     | 26  |
| 36   | Kyle Larson R         |     |     |     |     |     | 185L |     |     |     |     |     |     |     |      |     |     |     |     | 21  |
| 37   | Takuma Sato           |     |     |     |     |     | 1410 |     |     |     |     |     |     |     |      |     |     |     |     | 19  |
| 38   | Tristan Vautier       |     |     |     |     |     |      | 18  |     |     |     |     |     |     |      |     |     |     |     | 12  |
| 39   | Jüri Vips R           |     |     |     |     |     |      |     |     |     |     |     |     |     |      | 19  |     |     |     | 11  |
| 40   | Colin Braun R         | 20  | DNQ |     |     |     |      |     |     |     |     |     |     |     |      |     |     |     |     | 10  |
| 41   | Hunter McElrea R      |     |     |     |     |     |      |     |     |     |     |     |     | 24  |      |     |     |     |     | 6   |
| 42   | Ryan Hunter-Reay      |     |     |     |     |     | 2612 |     |     |     |     |     |     |     |      |     |     |     |     | 6   |
| 43   | Marco Andretti        |     |     |     |     |     | 25   |     |     |     |     |     |     |     |      |     |     |     |     | 5   |
| Pos. | Piloto                | STP | THE | LBH | ALA | IGP | INDY | DET | ROA | LAG | MDO | IOW | IOW | TOR | GAT  | POR | MIL | MIL | NSH | Pts |

| Cor         | Resultado                 |
| ----------- | ------------------------- |
| Ouro        | Vencedor                  |
| Prata       | 2º lugar                  |
| Bronze      | 3º lugar                  |
| Verde       | Terminou no Top 5         |
| Azul-claro  | Terminou no Top 10        |
| Azul-escuro | Fora dos 10 primeiros     |
| Púrpura     | Retirou-se                |
| Vermelho    | Não se classificou        |
| Marrom      | Desistiu                  |
| Preto       | Desclassificado           |
| Branco      | Não largou                |
| Branco      | Corrida cancelada         |
| Sem cor     | Não participou da corrida |

|         |                                                                    |
| Negrito | Pole position (1 ponto; exceto 500 Milhas)                         |
| Itálico | Volta mais rápida                                                  |
| L       | Liderou uma volta (1 ponto)                                        |
| *       | Liderou mais voltas (2 pontos)                                     |
| 1–12    | Classificado para o "Fast Twelve" das 500 Milhas (pontuação extra) |
| c       | Treino cancelado (sem pontuação extra)                             |
| RY      | Rookie do ano                                                      |
| R       | Rookie                                                             |

## Transmissão tv

### No Brasil
Pela quarta temporada consecutiva, a TV Cultura transmitirá as corridas após renovar os direitos de transmissão para a TV aberta, enquanto a ESPN transmitirá os treinos livres e classificatórios no serviço de streaming Star+ e as corridas completas nos seus canais.

### Em Portugal
As corridas da categoria principal da Indycar são transmitida em direto pela Sport TV, como tem sido habitual nas últimas épocas.